# Rugby sevens nos Jogos da Commonwealth de 2006

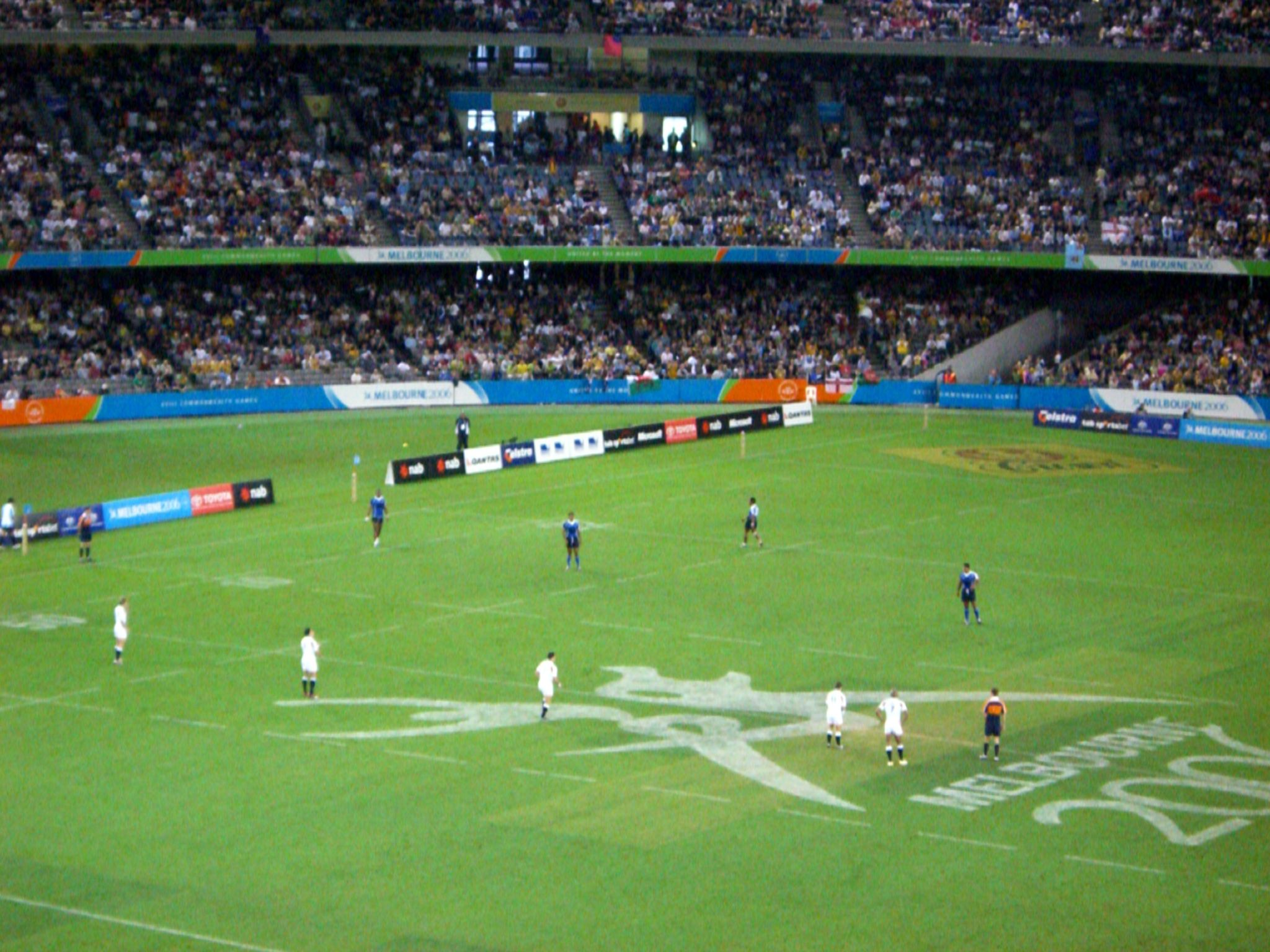
Partida entre Inglaterra e Samoa nas quartas-de-final.

O rugby sevens nos Jogos da Commonwealth de 2006 foi realizado em Melbourne, na Austrália, nos dias 16 e 17 de março. Apenas o torneio masculino com 16 equipes foi disputado no Telstra Dome.

## Medalhistas
| Evento    | Ouro | Prata | Bronze |
| Masculino | Josh Blackie Alando Soakai Tanerau Latimer Onosai Tololima-Auva'a Amasio Valence Liam Messam Tamati Ellison Tafai Ioasa Nigel Hunt Cory Jane Lote Raikabula Sosene Anesi NZL Nova Zelândia | Henry Paul Magnus Lund Ben Russell David Seymour Nils Mordt Richard Haughton Tom Varndell Andrew Vilk Danny Care Ben Gollings Simon Amor Mathew Tait ENG Inglaterra | Apolosi Satala Ratu Mataluvu Semisi Naevo Sireli Naqelevuki Viliame Satala Waisale Serevi Jone Daunivucu Norman Ligairi Neumi Nanuku Filimoni Bolavucu Lepani Nabuliwaqa William Ryder FIJ Fiji |

## Resultados

### Primeira fase
|  | Equipes classificadas às quartas-de-final |
|  | Equipes classificadas ao torneio bowl     |

| Equipe        | Pts | J | V | E | D | DP   |
| ------------- | --- | - | - | - | - | ---- |
| Nova Zelândia | 9   | 3 | 3 | 0 | 0 | +110 |
| País de Gales | 7   | 3 | 2 | 0 | 1 | +41  |
| Quênia        | 5   | 3 | 1 | 0 | 2 | -44  |
| Namíbia       | 3   | 3 | 0 | 0 | 3 | -93  |

| Horário | Jogo          | Jogo  | Jogo          |
| ------- | ------------- | ----- | ------------- |
| 11:14   | Nova Zelândia | 35–10 | País de Gales |
| 11:36   | Quênia        | 31–5  | Namíbia       |
| 14:20   | Nova Zelândia | 41–7  | Namíbia       |
| 14:42   | Quênia        | 0–33  | País de Gales |
| 19:50   | País de Gales | 40–7  | Namíbia       |
| 21:28   | Nova Zelândia | 41–0  | Quênia        |

| Equipe  | Pts | J | V | E | D | DP   |
| ------- | --- | - | - | - | - | ---- |
| Fiji    | 9   | 3 | 3 | 0 | 0 | +106 |
| Canadá  | 7   | 3 | 2 | 0 | 1 | +3   |
| Escócia | 5   | 3 | 1 | 0 | 2 | -1   |
| Niue    | 3   | 3 | 0 | 0 | 3 | -108 |

| Horário | Jogo    | Jogo  | Jogo    |
| ------- | ------- | ----- | ------- |
| 10:30   | Fiji    | 31–14 | Canadá  |
| 10:52   | Escócia | 33–5  | Niue    |
| 13:36   | Fiji    | 63–0  | Niue    |
| 13:58   | Escócia | 7–10  | Canadá  |
| 19:28   | Canadá  | 24–7  | Niue    |
| 21:06   | Fiji    | 33–7  | Escócia |

| Equipe     | Pts | J | V | E | D | DP   |
| ---------- | --- | - | - | - | - | ---- |
| Inglaterra | 9   | 3 | 3 | 0 | 0 | +93  |
| Austrália  | 7   | 3 | 2 | 0 | 1 | +80  |
| Ilhas Cook | 5   | 3 | 1 | 0 | 2 | +8   |
| Sri Lanka  | 3   | 3 | 0 | 0 | 3 | -181 |

| Horário | Jogo       | Jogo  | Jogo       |
| ------- | ---------- | ----- | ---------- |
| 12:52   | Inglaterra | 35–5  | Ilhas Cook |
| 13:14   | Austrália  | 73–0  | Sri Lanka  |
| 18:44   | Inglaterra | 61–0  | Sri Lanka  |
| 19:06   | Austrália  | 28–19 | Ilhas Cook |
| 20:44   | Ilhas Cook | 47–0  | Sri Lanka  |
| 22:12   | Inglaterra | 14–12 | Austrália  |

| Equipe        | Pts | J | V | E | D | DP  |
| ------------- | --- | - | - | - | - | --- |
| África do Sul | 7   | 3 | 2 | 0 | 1 | +65 |
| Samoa         | 7   | 3 | 2 | 0 | 1 | +44 |
| Tonga         | 5   | 3 | 1 | 0 | 2 | -28 |
| Uganda        | 5   | 3 | 1 | 0 | 2 | -65 |

| Horário | Jogo          | Jogo  | Jogo   |
| ------- | ------------- | ----- | ------ |
| 11:58   | África do Sul | 19–26 | Tonga  |
| 12:20   | Samoa         | 31–10 | Uganda |
| 18:00   | África do Sul | 63–7  | Uganda |
| 18:22   | Samoa         | 25–0  | Tonga  |
| 20:22   | Tonga         | 14–24 | Uganda |
| 21:50   | África do Sul | 12–10 | Samoa  |

### Fase final

#### Disputa por medalhas
| Horário          | Jogo          | Jogo  | Jogo          |
| ---------------- | ------------- | ----- | ------------- |
| Quartas-de-final |               |       |               |
| 13:38            | Nova Zelândia | 24–0  | Canadá        |
| 14:00            | África do Sul | 14–20 | Austrália     |
| 14:22            | Inglaterra    | 17–14 | Samoa         |
| 14:44            | Fiji          | 26–7  | País de Gales |

| Horário             | Jogo          | Jogo  | Jogo       |
| ------------------- | ------------- | ----- | ---------- |
| Semifinais          |               |       |            |
| 19:28               | Nova Zelândia | 21–19 | Austrália  |
| 19:50               | Inglaterra    | 21–14 | Fiji       |
| Disputa pelo bronze |               |       |            |
| 21:22               | Austrália     | 17–24 | Fiji       |
| Final               |               |       |            |
| 21:52               | Nova Zelândia | 29–21 | Inglaterra |

#### Torneio bowl
O torneio bowl foi disputado pelas equipes que terminaram em terceiro e quarto lugar nos grupos da primeira fase, e serviu para definir a colocação do 9º ao 16º lugar.
| Horário          | Jogo       | Jogo  | Jogo      |
| ---------------- | ---------- | ----- | --------- |
| Quartas-de-final |            |       |           |
| 12:00            | Quênia     | 21–5  | Niue      |
| 12:22            | Uganda     | 24–12 | Sri Lanka |
| 12:44            | Ilhas Cook | 12–31 | Tonga     |
| 13:06            | Escócia    | 26–12 | Namíbia   |

| Horário                       | Jogo   | Jogo  | Jogo    |
| ----------------------------- | ------ | ----- | ------- |
| Semifinais                    |        |       |         |
| 18:00                         | Quênia | 29–0  | Uganda  |
| 18:22                         | Tonga  | 12–5  | Escócia |
| Final - Disputa pelo 9º lugar |        |       |         |
| 16:00                         | Quênia | 26–12 | Tonga   |

#### Torneio plate
O torneio plate foi disputado pelas equipes eliminadas nas quartas-de-final, e serviu para definir a colocação do 5º ao 8º lugar.
| Horário   | Jogo   | Jogo  | Jogo          |
| --------- | ------ | ----- | ------------- |
| Semifinal |        |       |               |
| 18:44     | Canadá | 14–17 | África do Sul |
| 19:06     | Samoa  | 17–26 | País de Gales |

| Horário                       | Jogo          | Jogo  | Jogo          |
| ----------------------------- | ------------- | ----- | ------------- |
| Final - Disputa pelo 5º lugar |               |       |               |
| 16:00                         | África do Sul | 28–29 | País de Gales |

## Classificação final
| Pos. | Equipe            |
| ---- | ----------------- |
|      | NZL Nova Zelândia |
|      | ENG Inglaterra    |
|      | FIJ Fiji          |
| 4    | AUS Austrália     |
| 5    | WAL País de Gales |
| 6    | RSA África do Sul |
| 7    | CAN Canadá        |
| 7    | SAM Samoa         |
| 9    | FIJ Quênia        |
| 10   | TON Tonga         |
| 11   | SCO Escócia       |
| 11   | UGA Uganda        |
| 13   | COK Ilhas Cook    |
| 13   | NAM Namíbia       |
| 13   | NIU Niue          |
| 13   | SRI Sri Lanka     |

## Quadro de medalhas
Três delegações conquistaram medalhas:
| Ordem | País          | Medalha de ouro | Medalha de prata | Medalha de bronze | Total |
| ----- | ------------- | --------------- | ---------------- | ----------------- | ----- |
| 1     | Nova Zelândia | 1               |                  |                   | 1     |
| 2     | Inglaterra    |                 | 1                |                   | 1     |
| 3     | Fiji          |                 |                  | 1                 | 1     |
| TOTAL | TOTAL         | 1               | 1                | 1                 | 3     |